# District de Kishima

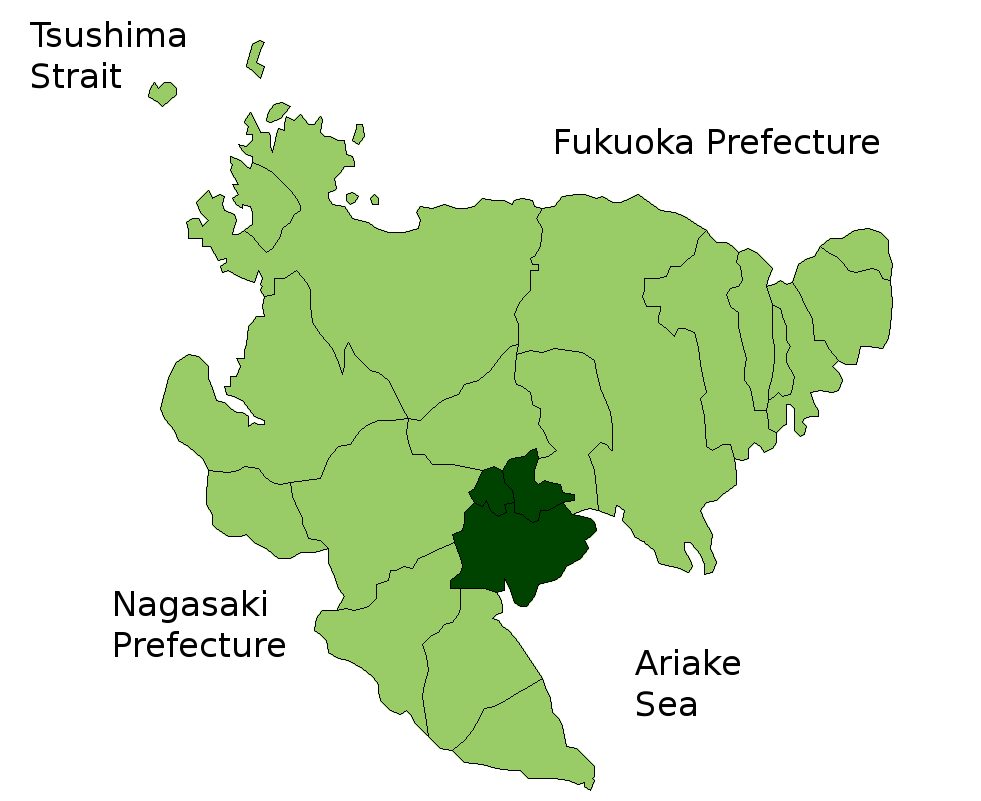

Le district de Kishima (杵島郡, Kishima-gun) est un district de la préfecture de Saga, au Japon.

## Géographie

### Démographie
Au 1er février 2015, la population du district de Kishima était de 40 448 habitants répartis sur une superficie de 135,55 km2 (densité de population de 298 hab./km2).

### Communes du district
- Kōhoku
- Ōmachi
- Shiroishi